# 491 Carina
A 491 Carina (ideiglenes jelöléssel 1902 JQ) a Naprendszer kisbolygóövében található aszteroida. Maximilian Franz Joseph Cornelius Wolf fedezte fel 1902. szeptember 3-án.